# Star Fox Command
Star Fox Command (スターフォックス コマンド, Sutā Fokkusu Komando) est un jeu vidéo de shoot them up qui s'inscrit comme le 5e opus Star Fox. Le jeu a été développé par Q-Games et édité par Nintendo pour la console Nintendo DS. Il est sorti le 3 août 2006 au Japon, le 28 août 2006 aux États-Unis et enfin le 26 janvier 2007 en Europe.

## Scénario
Il met le joueur aux commandes de l'équipe Star Fox.
Celle-ci comptait à l'origine 6 membres : Fox McCloud, Slippy Toad, ROB, Falco Lombardi, Krystal et Peppy Hare. Au début du jeu on apprend que la Star Fox s'est séparée et que les membres se sont dispersés dans l'espace, chacun vivant sa vie. Fox continue de sillonner l'espace en quête de mission peu rémunératrice. Falco a quitté la Star Fox pour voler en solo, encore. Slippy a rencontré Amanda et depuis il vit sur Aquas avec elle. Enfin, Krystal, après avoir voulu rester avec Fox, elle fut forcée de quitter l'équipe sur les ordres de Fox qui craignait qu'elle ne se fasse tuer.
Ce jeu prend place dans le système solaire de Lylat, et sa particularité est d'avoir neuf fins différentes, en fonctions des embranchements choisis par le joueur à la fin de chaque mission.
Le but du jeu est d'éliminer les Anglars, créatures dirigées par l'Empereur Anglar, qui ont envahi le système de Lylat.

## Système de jeu

### Généralités
Le jeu a ceci de particulier que chacune des missions est divisées en deux phases :
- Une phase stratégique, où le joueur doit déplacer les chasseurs sur la carte en traçant sur l'écran tactile la trajectoire qu'ils doivent décrire;
- Une phase de shoot, où les chasseurs alliés et ennemis qui se sont croisés sur la carte engagent le combat.

Le maniement du chasseur lors des phases de shoot se fait entièrement au stylet, tous les boutons de la DS servant à tirer. Le joueur a pour mener à bien sa mission un arsenal allant du laser à la bombe.

### Modes de jeu
Le jeu dispose d'un mode solo, où le joueur peut exécuter les missions dans l'ordre proposé par les scénarios (il y a 9 fins possibles, donc plusieurs scénarios), ou bien refaire les missions qu'il a déjà complété. Il est aussi possible de jouer à plusieurs joueurs en local, où jusqu'à 6 joueurs peuvent s'affronter dans des deathmatchs avec une seule cartouche, mais également en ligne, via le service Nintendo Wi-Fi Connection, proposant lui aussi des deathmatchs pouvant réunir jusqu'à 4 joueurs.